# Billboard-Charts
Die Billboard-Charts sind teils regelmäßig, teils unregelmäßig erscheinende Musikcharts, die von der US-amerikanischen Entertainment-Marke Billboard ausgewertet werden. Wöchentlich erscheinen unter anderem die Kategorien Billboard 200 sowie die Billboard Hot 100, die die wichtigsten Album- und Singlecharts der Vereinigten Staaten darstellen. Darüber hinaus gibt es zahlreiche weitere Chartlisten, die je nach Musikstil und Vertriebsform aufgeschlüsselt werden.

## Geschichte und Entwicklung
Das Billboard-Magazin wurde erstmals am 1. November 1894 in Cincinnati, Ohio veröffentlicht. Nachdem der Fokus zu Beginn noch auf der Werbe- und Plakatierungsbranche lag und sich später auf Unterhaltungsbereiche wie Messen, Karneval und Zirkusse fokussierte, wurde Ende des 19. Jahrhunderts erstmals über die „Wunder der modernen Technologie“ berichtet. Hier fanden Berichte über Phonographen, Plattenspieler und drahtlose Radios platz.
Nachdem sich Jukeboxen während der Weltwirtschaftskrise wie ein Lauffeuer verbreiteten, schenkte das Magazin diesem Thema zunehmend mehr Aufmerksamkeit, bis es am 4. Januar 1936 seine erste Musikhitparade veröffentlichte. In den 1940er Jahren wurde der Jukebox eine eigene Chart-Rubrik gewidmet. Das Magazin entwickelte sich zu jener Zeit mit großen Schritten zu einer Fachzeitschrift. Aufgrund der wachsenden Vielfalt an Musikinteressen und -genres stieg die Anzahl der veröffentlichten Chartlisten nach dem Zweiten Weltkrieg auf bis zu 28.
Seit 2007 wertet Billboard zudem die Canadian Hot 100 für Kanada aus. Durch die Expansion des Unternehmens in weitere Länder folgten auch weitere internationale Charts. Unter anderem zeichnet die Marke für die Erhebung von Singlecharts in Argentinien, China und Mexiko verantwortlich.

## Auswertungsmethode
Für viele Jahre musste ein Song im Handel als Single erhältlich sein, um für die Charts zugelassen zu werden. Zu dieser Zeit erfasste Billboard seine Daten durch Berichte, die von den Sendern und Läden ausgefüllt wurden. 1990 waren die Country-Singlecharts die ersten, die ein System namens Nielsen Soundscan einsetzten, gefolgt von den Top 100 und den R&B-Singlecharts 1991.
Nielsen Soundscan ist ein System, das den Verkauf einer Single registriert, wenn diese durch eine soundscanfähige Kasse gescannt wird. Billboard benutzt außerdem eine Technik namens Broadcast Data Systems (BDS), ein Tochterunternehmen von Billboard, um Radioausstrahlungen zu erfassen. Im Prinzip hat jeder Song eine Art Fingerabdruck. Wenn er von einem Sender mit BDS-Vertrag gespielt wird, so wird dies registriert. Diese Registrierungen werden jede Woche bei allen Radiosendern addiert, um „Sendepunkte“ festzulegen.
Zur Auswertung der Charts werden jeweils angepasste Formeln verwendet. Dabei wird zwischen den Vertriebsformen, Läden, Radiosendern und ähnlichem unterschieden. Jede Genre-Abteilung bei Billboard wird von Chart-Managern geleitet, die diese Auswahl festlegen. Manchmal gelten dabei Bedingungen für eine Abteilung, die für eine andere nicht gilt. Das bekannteste Beispiel dafür ist Madonnas Lied Into the Groove. In den USA war es nur als B-Seite der Single Angel erhältlich – zu dieser Zeit war das für die Manager der Top-100-Charts nicht akzeptabel. Also wurde der Song trotz intensiver Ausstrahlung nicht für die Top-100 zugelassen. Dagegen stellten die R&B-Singlecharts diese Anforderungen nicht, also erschien Into The Groove dort und auch in den „HotDanceMusic/Club Play“-Charts platzierte es sich auf Platz eins.
Ein weiteres Beispiel: Infolge ihrer Parteinahme 2003 gegen den US-amerikanischen Präsidenten George W. Bush (Irakkrieg) wurden Madonnas Singles American Life, Hollywood, Nothing Fails und Love Profusion von den republikanisch geführten Radiostationen boykottiert. Obwohl sie sich gut verkauften (Billboard Sales Charts: 2, 4, 1, 4) und in den Club Charts gut liefen (Billboard Club Charts: 1, 1, 1, 1), wurden sie nicht oder nur schlecht in den wichtigen „Billboard Hot 100“-Charts geführt (37, -, -, -), da sich diese zum größten Teil am Airplay orientieren.
Vor September 1995 war es einer Single gestattet, in der ersten Verkaufswoche in die Charts einzusteigen, ausschließlich basierend auf den BDS-Punkten. Dieses Verfahren wurde zu Gunsten eines Systems geändert, das den Einstieg erst nach einer kompletten Verkaufswoche gestattete. Dies ermöglichte vielen Songs einen Einstieg von „0 auf 1“. Im Dezember 1998 wurde das System weiter modifiziert, um Songs zuzulassen, die ausschließlich im Fernsehen oder Radio ausgestrahlt, jedoch nicht als Single käuflich zu erwerben waren. Dieser Wechsel sollte den sich verändernden Realitäten im Musikgeschäft Rechnung tragen. Bis dahin waren viele wichtige MTV- oder Radiohits nicht in den Charts aufgetaucht, da sich die Musikindustrie dazu entschlossen hatte, keine Single zu veröffentlichen, in der Hoffnung dadurch die Albumverkäufe anzukurbeln. Vor den 1990er Jahren wäre so ein Verfahren undenkbar gewesen. Unter den vielen Songs, die vor 1999 dieser Barriere zum Opfer fielen, befinden sich Nirvanas All Apologies, The Cardigans’ Lovefool, Smash Mouths Walking on the Sun, Jamiroquais Virtual Insanity, Everclears Santa Monica, Stone Temple Pilots’ Interstate Love Song, Fastballs The Way, Smashing Pumpkins’ Disarm, und The Cranberries’ Zombie.
Im Jahr 2005 änderte Billboard seine Auswertungsmethoden, um bezahlte Downloads von Shops wie iTunes oder ähnlichem (auch Klingeltöne) mit erfassen zu können. Durch diese wird es Künstlern ermöglicht, sich in den Hot 100 zu platzieren, auch wenn sie größtenteils vom Radio ignoriert werden. Seit dem 31. Juli 2007 werden auch Musikstreamings in den Hot 100 aufgenommen. Als Quellen dienten zu jener Zeit lediglich die Streaming-Plattformen von Yahoo und AOL, die nur rund 5 % der Chartliste ausmachten.
Im Oktober 2012 änderte Billboard auch die Auswertung der Country-, Rock-, Latin- und Rap-Charts, die bisher rein auf Airplay basierte. In Folge der Änderung flossen auch der Verkauf von Downloads und Streams in reine Airplay-Charts einbezogen wurde. Auch wurden von nun an nicht nur das Airplay von Radiosendern des jeweiligen Genres berücksichtigt, sondern auch das Genre-übergreifender Stationen. Diese Methodik wurde Ende 2013 auf die Christian- und Gospel-Charts ausgeweitet. Die Änderungen führten dazu, dass Songs, die mehrere Genres vertraten höher in den Genre-Charts platzieren konnten, wofür insbesondere die unabhängigen Radiosender und die Kosten von Songs verantwortlich waren.
Am 20. Februar 2013 kündigte Billboard an, auch YouTube-Klicks für die Ermittlung der Streaming-Charts einbeziehen zu wollen. Berücksichtigt werden dabei jedoch lediglich verifizierte Uploads, beispielsweise vom Künstler, Plattenlabel oder Plattformen wie Vevo.
Am 25. Juni 2015 wurde für die Auswertung und die Veröffentlichung der Charts ein neuer Rhythmus eingeführt. Dies war eine Reaktion auf die Verschiebung des Veröffentlichungstages von Alben in den USA von Dienstag auf Freitag, um weiterhin die ersten sieben Tage seit Veröffentlichung eines Albums abdecken zu können. Die Singlecharts, die zuvor einen Zeitraum von Mittwoch bis Dienstag abdeckten, basieren von nun an auf einem Montag-bis-Sonntag-Zyklus.

## Rekorde und Erfolge in der Chartgeschichte

### Nummer-eins-Erfolge
Mit 20 Nummer-eins-Hits standen die Beatles am häufigsten an der Chartspitze. Mit 31 Chartwochen stand das Lied White Christmas von Bing Crosby am längsten auf Platz eins der Billboard Hot 100. Elvis Presley löste sich im Jahr 1956 mit den Singles Hound Dog / Don’t Be Cruel und Love Me Tender als erster selbst auf Platz eins der Singlecharts ab.

### Charterfolge
Das Lied Circles von Post Malone stand mit 38 Wochen so lang wie kein anderer Titel in den Top-10, Radioactive von den Imagine Dragons mit 87 Wochen so lang wie kein anderer Titel in den Top-100. Drake verzeichnet mit 222 Top-100-Einträgen die meisten Platzierungen in den Singlecharts.

## Chart-Rubriken

### Albumcharts
| Chartbezeichnung             | Anzahl Ränge | Beschreibung |
| Billboard 200                | 200          | US-amerikanische Albumcharts |
| Top Album Sales              | 100          | Erfolgreichste Alben, gemessen an physischen Verkäufen                                                                                              |
| Canadian Albums              | 100          | Kanadische Albumcharts |
| Cast Albums                  | 15           | Erfolgreichste Alben einer Besetzung, gemessen an allen Faktoren                                                                                    |
| Compilation Albums           | 20           | Erfolgreichste Kompilationsalben, gemessen an allen Faktoren                                                                                        |
| Top Current Albums           | 100          | Erfolgreichste Alben, gemessen an allen Faktoren Keine Berücksichtigung von Alben, die älter als 18 Monate sind und aus den Top-100 gefallen sind   |
| Digital Albums               | 50           | Erfolgreichste Alben, gemessen an Download-Zahlen                                                                                                   |
| Heatseekers Albums           | 25           | Erfolgreichste Alben von Newcomern, die nie in den Top-50 der Hot-100 platziert waren Kategorisiert nach Region                                     |
| Independent Albums           | 50           | Erfolgreichste Alben, gemessen an allen Faktoren Berücksichtigt ausschließlich Veröffentlichungen von Independent-Labels                            |
| Top Internet Albums          | 40           | Erfolgreichste Alben, gemessen an physischen Verkäufen über das Internet                                                                            |
| Top Pop Catalog Albums       | 50           | Erfolgreichste Alben, gemessen an allen Faktoren Berücksichtigt ausschließlich Alben die älter als 18 Monate sind und aus den Top-100 gefallen sind |
| Soundtracks                  | 30           | Erfolgreichste Soundtrackalben, gemessen an allen Faktoren                                                                                          |
| Tastemakers                  | 25           | Erfolgreichste Alben, gemessen an physischen Verkäufen in unabhängigen und regionalen Musikgeschäften                                               |
| Vinyl Albums                 | 25           | Erfolgreichste Schallplatten, gemessen an allen Faktoren                                                                                            |
| Alternative Albums           | 25           | Erfolgreichste Alben des jeweiligen Genres, gemessen an allen Faktoren                                                                              |
| Americana/Folk Albums        | 25           | Erfolgreichste Alben des jeweiligen Genres, gemessen an allen Faktoren                                                                              |
| Bluegrass Albums             | 15           | Erfolgreichste Alben des jeweiligen Genres, gemessen an allen Faktoren                                                                              |
| Blues Albums                 | 15           | Erfolgreichste Alben des jeweiligen Genres, gemessen an allen Faktoren                                                                              |
| Christian Albums             | 50           | Erfolgreichste Alben des jeweiligen Genres, gemessen an allen Faktoren                                                                              |
| Classical Albums             | 25           | Erfolgreichste Alben des jeweiligen Genres, gemessen an allen Faktoren                                                                              |
| Classical Crossover Albums   | 15           | Erfolgreichste Alben des jeweiligen Genres, gemessen an allen Faktoren                                                                              |
| Comedy Albums                | 10           | Erfolgreichste Alben des jeweiligen Genres, gemessen an allen Faktoren                                                                              |
| Contemporary Jazz Albums     | 15           | Erfolgreichste Alben des jeweiligen Genres, gemessen an allen Faktoren                                                                              |
| Top Country Albums           | 50           | Erfolgreichste Alben des jeweiligen Genres, gemessen an allen Faktoren                                                                              |
| Country Catalog Albums       | 25           | Erfolgreichste Alben des jeweiligen Genres, gemessen an allen Faktoren                                                                              |
| Dance/Electronic Albums      | 25           | Erfolgreichste Alben des jeweiligen Genres, gemessen an allen Faktoren                                                                              |
| Top Gospel Albums            | 40           | Erfolgreichste Alben des jeweiligen Genres, gemessen an allen Faktoren                                                                              |
| Hard Rock Albums             | 25           | Erfolgreichste Alben des jeweiligen Genres, gemessen an allen Faktoren                                                                              |
| Holiday Albums               | 50           | Erfolgreichste Alben des jeweiligen Genres, gemessen an allen Faktoren                                                                              |
| Top Jazz Albums              | 35           | Erfolgreichste Alben des jeweiligen Genres, gemessen an allen Faktoren                                                                              |
| Kid Albums                   | 15           | Erfolgreichste Alben des jeweiligen Genres, gemessen an allen Faktoren                                                                              |
| Top Latin Albums             | 50           | Erfolgreichste Alben des jeweiligen Genres, gemessen an allen Faktoren                                                                              |
| Latin Pop Albums             | 20           | Erfolgreichste Alben des jeweiligen Genres, gemessen an allen Faktoren                                                                              |
| Latin Rhythm Albums          | 15           | Erfolgreichste Alben des jeweiligen Genres, gemessen an allen Faktoren                                                                              |
| New Age Albums               | 10           | Erfolgreichste Alben des jeweiligen Genres, gemessen an allen Faktoren                                                                              |
| R&B Albums                   | 25           | Erfolgreichste Alben des jeweiligen Genres, gemessen an allen Faktoren                                                                              |
| Top R&B/Hip-Hop Albums       | 50           | Erfolgreichste Alben des jeweiligen Genres, gemessen an allen Faktoren                                                                              |
| R&B/Hip-Hop Catalog Albums   | 25           | Erfolgreichste Alben des jeweiligen Genres, gemessen an allen Faktoren                                                                              |
| Rap Albums                   | 25           | Erfolgreichste Alben des jeweiligen Genres, gemessen an allen Faktoren                                                                              |
| Reggae Albums                | 10           | Erfolgreichste Alben des jeweiligen Genres, gemessen an allen Faktoren                                                                              |
| Regional Mexican Albums      | 20           | Erfolgreichste Alben des jeweiligen Genres, gemessen an allen Faktoren                                                                              |
| Top Rock Albums              | 50           | Erfolgreichste Alben des jeweiligen Genres, gemessen an allen Faktoren                                                                              |
| Traditional Classical Albums | 15           | Erfolgreichste Alben des jeweiligen Genres, gemessen an allen Faktoren                                                                              |
| Traditional Jazz Albums      | 15           | Erfolgreichste Alben des jeweiligen Genres, gemessen an allen Faktoren                                                                              |
| Tropical Albums              | 20           | Erfolgreichste Alben des jeweiligen Genres, gemessen an allen Faktoren                                                                              |
| World Albums                 | 15           | Erfolgreichste Alben des jeweiligen Genres, gemessen an allen Faktoren                                                                              |

### Singlecharts
Genreunabhängig
| Chartbezeichnung               | Chartermittlung                | Anzahl Ränge | Beschreibung |
| Billboard Hot 100              | Airplay + Streaming + Verkäufe | 100          | US-amerikanische Singlecharts |
| Bubbling Under Hot 100 Singles | Airplay + Streaming + Verkäufe | 25           | Erweiterung der Hot 100 |
| Hot Digital Songs              | Downloads                      | 50           | Berücksichtigt ausschließlich den Verkauf von Downloads Kombiniert unterschiedliche Versionen von Songs Hat Einfluss auf die Hot 100 |
| Hot Digital Tracks             | Downloads                      | 75           | Berücksichtigt ausschließlich den Verkauf von Downloads Separiert unterschiedliche Versionen von Songs                               |
| Heatseekers Songs              | Airplay + Streaming + Verkäufe | 25           | Songs von Newcomern, die nie in den Top-50 der Hot-100 platziert waren                                                               |
| On-Demand Streaming Songs      | Streaming                      | 25           | Berücksichtigt ausschließlich On-Demand-Streams Kombiniert unterschiedliche Versionen von Songs                                      |
| Radio Songs                    | Airplay (Zuhörermenge)         | 50           | Gemessen an der Menge der Zuhörer während eines Radio-Plays Haben Einfluss auf die Hot 100                                           |
| Hot Singles Sales              | Physische Verkäufe             | 15           | Berücksichtigt ausschließlich den Verkauf von physischen Singles Haben Einfluss auf die Hot 100                                      |
| Streaming Songs                | Streaming                      | 50           | Berücksichtigt ausschließlich Streams Kombiniert unterschiedliche Versionen von Songs Haben Einfluss auf die Hot 100                 |

Adult/Pop
| Chartbezeichnung   | Chartermittlung | Anzahl Ränge | Beschreibung |
| Mainstream Top 40  | Airplay (Plays) | 40           | Erfolgreichste Songs des Genres, gemessen daran, wie oft die Songs auf Genre-spezifischen Radiostationen gespielt wurde |
| Adult Top 40       | Airplay (Plays) | 40           | Erfolgreichste Songs des Genres, gemessen daran, wie oft die Songs auf Genre-spezifischen Radiostationen gespielt wurde |
| Adult Contemporary | Airplay (Plays) | 30           | Erfolgreichste Songs des Genres, gemessen daran, wie oft die Songs auf Genre-spezifischen Radiostationen gespielt wurde |

Christian
| Chartbezeichnung          | Chartermittlung                | Anzahl Ränge | Beschreibung |
| Christian Songs           | Airplay + Streaming + Verkäufe | 50           | Erfolgreichste Songs des Genres Christian Music, gemessen an allen Faktoren                                                  |
| Christian Digital Songs   | Downloads                      | 50           | Erfolgreichste Songs des Genres, gemessen an den Download-Zahlen                                                             |
| Christian Streaming Songs | Streaming                      | 50           | Erfolgreichste Songs des Genres, gemessen an den Streaming-Zahlen                                                            |
| Christian Airplay         | Airplay (Zuhörermenge)         | 50           | Erfolgreichste Songs der Genres, gemessen an der Menge der Zuhörer der Songs auf Genre-spezifischen Radiostationen           |
| Christian AC Songs        | Airplay (Plays)                | 30           | Erfolgreichste Songs der Genres, gemessen daran, wie oft ein Lied auf einer Genre-spezifischen Radiostationen gespielt wurde |
| Christian Soft AC         | Airplay (Plays)                | 50           | Erfolgreichste Songs der Genres, gemessen daran, wie oft ein Lied auf einer Genre-spezifischen Radiostationen gespielt wurde |
| Gospel Songs              | Airplay + Streaming + Verkäufe | 30           | Erfolgreichste Songs des Genres Gospel, gemessen an allen Faktoren                                                           |
| Gospel Airplay Songs      | Airplay (Plays)                | 30           | Erfolgreichste Songs der Genres, gemessen daran, wie oft ein Lied auf einer Genre-spezifischen Radiostationen gespielt wurde |
| Gospel Digital Song Sales | Downloads                      | 15           | Erfolgreichste Songs des Genres, gemessen an den Download-Zahlen                                                             |
| Gospel Streaming Songs    | Streaming                      | 15           | Erfolgreichste Songs des Genres, gemessen an den Streaming-Zahlen                                                            |

Country
| Chartbezeichnung        | Chartermittlung                | Anzahl Ränge | Beschreibung |
| Hot Country Songs       | Airplay + Streaming + Verkäufe | 50           | Erfolgreichste Songs des Genres Country und Hip-Hop, gemessen an allen Faktoren                                    |
| Country Airplay         | Airplay (Zuhörermenge)         | 60           | Erfolgreichste Songs des Genres, gemessen an der Menge der Zuhörer der Songs auf Genre-spezifischen Radiostationen |
| Country Digital Songs   | Downloads                      | 50           | Erfolgreichste Songs des Genres, gemessen an den Download-Zahlen                                                   |
| Country Streaming Songs | Streaming                      | 50           | Erfolgreichste Songs des Genres, gemessen an den Streaming-Zahlen                                                  |

Dance/Electronic
| Chartbezeichnung                         | Chartermittlung                | Anzahl Ränge | Beschreibung |
| Dance Club Songs                         | Beurteilung von DJs            | 50           | Gemessen an Playlists, die von verschiedenen DJs im Auftrag von Billboard zusammengestellt wurden                                                                         |
| Dance/Electronic Songs                   | Airplay + Streaming + Verkäufe | 50           | Erfolgreichste Songs der elektronischen Tanzmusik, gemessen an allen Faktoren Wichtige Bedingung: Das Tempo Keine Berücksichtigung von Remixen von Liedern anderer Genres |
| Dance/Mix Show Airplay                   | Airplay (Plays)                | 40           | Erfolgreichste Songs des Genres, gemessen daran, wie oft ein Lied auf einer Genre-spezifischen Radiostationen gespielt wurde                                              |
| Dance/Electronic Digital Songs           | Downloads                      | 50           | Erfolgreichste Songs des Genres, gemessen an den Download-Zahlen |
| Dance/Electronic Digital Streaming Songs | Streaming                      | 25           | Erfolgreichste Songs des Genres, gemessen an den Streaming-Zahlen |

Holiday
| Chartbezeichnung        | Chartermittlung                | Anzahl Ränge | Beschreibung                                                                                                   |
| Holiday 100             | Airplay + Streaming + Verkäufe | 100          | Erfolgreichste Winterlieder, gemessen an allen Faktoren                                                        |
| Holiday Digital Songs   | Downloads                      | 50           | Erfolgreichste Winterlieder, gemessen an den Download-Zahlen                                                   |
| Holiday Streaming Songs | Streaming                      | 50           | Erfolgreichste Winterlieder, gemessen an den Streaming-Zahlen                                                  |
| Holiday Airplay         | Airplay (Zuhörermenge)         | 50           | Erfolgreichste Winterlieder, gemessen an der Menge der Zuhörer der Songs auf Genre-spezifischen Radiostationen |
| Songs of Summer         | Airplay + Streaming + Verkäufe | 20           | Erfolgreichste aktuelle Sommerhits, gemessen an allen Faktoren                                                 |

Internationale Charts
| Chartbezeichnung           | Chartermittlung                | Anzahl Ränge | Beschreibung                                                                   |
| Argentina Hot 100          | Airplay + Streaming + Verkäufe | 100          | Argentinische Singlecharts                                                     |
| China Top 100              | Airplay + Streaming + Verkäufe | 100          | Chinesische Singlecharts                                                       |
| Euro Digital Song Sales    | Verkäufe                       | 25           | Erfolgreichste Songs in Europa, gemessen an digitalen und physischen Verkäufen |
| Global 200 Global excl. US | Streaming + Download           | 200          | Erfolgreichste Songs weltweit gemessen an Streamings und digitalen Verkaäufen  |
| Indonesia Top 100          | Airplay + Streaming + Verkäufe | 100          | Indonesische Singlecharts                                                      |
| Japan Hot 100              | Airplay + Streaming + Verkäufe | 100          | Japanische Singlecharts                                                        |
| Korea K-Pop Hot 100        | Airplay + Streaming + Verkäufe | 100          | Südkoreanesische Singlecharts                                                  |
| Mexican Airplay            | Airplay                        | 50           | Mexikanische Airplay-Charts                                                    |
| Mexico Espanol Airplay     | Airplay                        | 30           | Mexikanische Airplay-Charts nach spanischsprachigen Songs                      |
| Mexico Ingles Airplay      | Airplay                        | 30           | Mexikanische Airplay-Charts nach englischsprachige Songs                       |
| Philippine Top 20          | Airplay + Streaming + Verkäufe | 20           | Philippinische Singlecharts                                                    |
| World Digital Song Sales   | Verkäufe                       | 20           | Erfolgreichste Songs in Europa, gemessen an digitalen und physischen Verkäufen |
| Vietnam Hot 100            | Download + Streaming           | 100          | Vietnamesische Singlecharts                                                    |

Jazz
| Chartbezeichnung  | Chartermittlung | Anzahl Ränge | Beschreibung |
| Smooth Jazz Songs | Airplay (Plays) | 30           | Erfolgreichste Songs der Genres, gemessen daran, wie oft ein Lied auf einer Genre-spezifischen Radiostationen gespielt wurde |

Kanadische Charts
| Chartbezeichnung         | Chartermittlung                | Anzahl Ränge | Beschreibung |
| Canadian Hot 100         | Airplay + Streaming + Verkäufe | 100          | Kanadische Singlecharts |
| Emerging Canadian Artist | Airplay + Streaming + Verkäufe | 30           | Rangliste beliebtester kanadischer Newcomer Newcomer = Erste Hot-100-Platzierung liegt maximal 12 Monate zurück                      |
| Hot Digital Songs        | Verkäufe (digital)             | 75           | Berücksichtigt ausschließlich den Verkauf von Downloads Kombiniert unterschiedliche Versionen von Songs Hat Einfluss auf die Hot 100 |
| Hot 100 Airplay          | Airplay (Zuhörermenge)         | 75           | Gemessen an der Menge der Zuhörer während eines Radio-Plays Haben Einfluss auf die Hot 100                                           |
| All-format Airplay       | Airplay (Plays)                | 50           | Erfolgreichste Songs der Genres, gemessen daran, wie oft ein Lied auf einer Genre-spezifischen Radiostationen gespielt wurde         |
| CHR/Top 40 Airplay       | Airplay (Plays)                | 50           | Erfolgreichste Songs der Genres, gemessen daran, wie oft ein Lied auf einer Genre-spezifischen Radiostationen gespielt wurde         |
| AC Airplay               | Airplay (Plays)                | 50           | Erfolgreichste Songs der Genres, gemessen daran, wie oft ein Lied auf einer Genre-spezifischen Radiostationen gespielt wurde         |
| Hot AC Airplay           | Airplay (Plays)                | 50           | Erfolgreichste Songs der Genres, gemessen daran, wie oft ein Lied auf einer Genre-spezifischen Radiostationen gespielt wurde         |
| Country Airplay          | Airplay (Plays)                | 50           | Erfolgreichste Songs der Genres, gemessen daran, wie oft ein Lied auf einer Genre-spezifischen Radiostationen gespielt wurde         |
| Rock Airplay             | Airplay (Plays)                | 50           | Erfolgreichste Songs der Genres, gemessen daran, wie oft ein Lied auf einer Genre-spezifischen Radiostationen gespielt wurde         |

Latin
| Chartbezeichnung               | Chartermittlung                | Anzahl Ränge | Beschreibung |
| Hot Latin Songs                | Airplay + Streaming + Verkäufe | 50           | Erfolgreichste Songs des Genres Latin Music, gemessen an allen Faktoren Wichtige Bedingung: Gesungen in spanischer Sprache           |
| Latin Airplay                  | Airplay (Plays)                | 50           | Erfolgreichste Songs des Genres, gemessen daran, wie oft ein Lied auf einer Genre-spezifischen Radiostationen gespielt wurde         |
| Latin Digital Songs            | Downloads                      | 25           | Erfolgreichste Songs des Genres, gemessen an den Download-Zahlen                                                                     |
| Latin Pop Airplay              | Airplay (Plays)                | 50           | Erfolgreichste Songs des Genres, gemessen daran, wie oft ein Lied auf einer Genre-spezifischen Radiostationen gespielt wurde         |
| Latin Regional Mexican Airplay | Airplay (Plays)                | 40           | Erfolgreichste Songs des Genres, gemessen daran, wie oft ein Lied auf einer Genre-spezifischen Radiostationen gespielt wurde         |
| Latin Tropical Airplay         | Airplay (Plays)                | 25           | Erfolgreichste Songs des Genres, gemessen daran, wie oft ein Lied auf einer Genre-spezifischen Radiostationen gespielt wurde         |
| Latin Rhythm Airplay           | Airplay (Plays)                | 25           | Erfolgreichste Songs hispanischer Musik, gemessen daran, wie oft ein Lied auf einer Genre-spezifischen Radiostationen gespielt wurde |
| Latin Streaming Songs          | Streaming                      | 25           | Erfolgreichste Songs des Genres, gemessen an den Streaming-Zahlen                                                                    |

R&B/Hip-Hop & Rap
| Chartbezeichnung                   | Chartermittlung                | Anzahl Ränge | Beschreibung |
| Hot R&B/Hip-Hop Songs              | Airplay + Streaming + Verkäufe | 50           | Erfolgreichste Songs der Genres R&B und Hip-Hop, gemessen an allen Faktoren                                                                      |
| Bubbling Under R&B/Hip-Hop Singles | Airplay + Streaming + Verkäufe | 15           | Erweiterung der Hot R&B/Hip-Hop-Songs um 15 Plätze                                                                                               |
| R&B/Hip-Hop Airplay                | Airplay (Zuhörermenge)         | 50           | Erfolgreichste Songs der Genres, gemessen an der Menge der Zuhörer der Songs auf Genre-spezifischen Radiostationen                               |
| R&B/Hip-Hop Digital Song Sales     | Downloads                      | 25           | Erfolgreichste Songs der Genres, gemessen an den Download-Zahlen                                                                                 |
| R&B/Hip-Hop Streaming Songs        | Streaming                      | 25           | Erfolgreichste Songs der Genres, gemessen an den Streaming-Zahlen                                                                                |
| Mainstream R&B/Hip-Hop             | Airplay                        | 40           | Erfolgreichste Songs des Genres gemessen daran, wie oft die Songs gespielt wurden unter Berücksichtigung der Zuhörerschaft                       |
| Adult R&B Songs                    | Airplay (Plays)                | 30           | Erfolgreichste Songs der Genres, gemessen daran, wie oft ein Lied auf einer Genre-spezifischen Radiostationen gespielt wurde                     |
| Rhythmic Airplay Charts            | Airplay (Plays)                | 40           | Erfolgreichste Songs, die die Genres Dance, Upbeat, Rhythmic Pop, Hip-Hop und R&B kombinieren, gemessen daran, wie oft die Songs gespielt wurden |
| Hot Rap Songs                      | Airplay + Streaming + Verkäufe | 50           | Erfolgreichste Songs des Genres Rap, gemessen an allen Faktoren                                                                                  |
| Rap Airplay                        | Airplay (Zuhörermenge)         | 50           | Erfolgreichste Songs des Genres, gemessen an der Menge der Zuhörer der Songs auf Genre-spezifischen Radiostationen                               |
| Rap Digital Song Sales             | Downloads                      | 15           | Erfolgreichste Songs des Genres, gemessen an den Download-Zahlen                                                                                 |
| Rap Streaming Songs                | Streaming                      | 15           | Erfolgreichste Songs des Genres, gemessen an den Streaming-Zahlen                                                                                |
| Hot R&B/Hip-Hop Recurrents         | Airplay (Plays)                | 20           | Erfolgreichste Songs des Genres, die aus den Hot R&B/Hip-Hop Songs gefallen sind und dort mind. 20 Wochen verbrachten                            |
| Hot R&B/Hip-Hop Recurrent Airplay  | Airplay (Plays)                | 20           | Erfolgreichste Songs des Genres, die aus den R&B/Hip-Hop Airplay gefallen sind und dort mind. 20 Wochen verbrachten                              |
| Hot R&B Songs                      | Airplay + Streaming + Verkäufe | 25           | Erfolgreichste Songs des Genres R&B, gemessen an allen Faktoren                                                                                  |
| R&B Digital Song Sales             | Downloads                      | 15           | Erfolgreichste Songs des Genres, gemessen an den Download-Zahlen                                                                                 |
| R&B Streaming Songs                | Streaming                      | 15           | Erfolgreichste Songs des Genres, gemessen an den Streaming-Zahlen                                                                                |

Rock & Alternative
| Chartbezeichnung               | Chartermittlung                | Anzahl Ränge | Beschreibung |
| Hot Rock & Alternative Songs   | Airplay + Streaming + Verkäufe | 50           | Erfolgreichste Songs des Genres Rock, gemessen an allen Faktoren                                                             |
| Rock Airplay                   | Airplay (Zuhörermenge)         | 50           | Erfolgreichste Songs des Genres, gemessen an der Menge der Zuhörer der Songs auf Genre-spezifischen Radiostationen           |
| Rock Digital Song Sales        | Downloads                      | 50           | Erfolgreichste Songs des Genres, gemessen an den Download-Zahlen                                                             |
| Hot Alternative Songs          | Airplay + Streaming + Verkäufe | 25           | Erfolgreichste Songs des Genres Alternative, gemessen an allen Faktoren                                                      |
| Alternative Songs              | Airplay (Plays)                | 40           | Erfolgreichste Songs des Genres, gemessen daran, wie oft ein Lied auf einer Genre-spezifischen Radiostationen gespielt wurde |
| Alternative Digital Song Sales | Downloads                      | 25           | Erfolgreichste Songs des Genres, gemessen an den Download-Zahlen Haben Einfluss auf die Rock Digital Songs.                  |
| Alternative Streaming Songs    | Streaming                      | 25           | Erfolgreichste Songs des Genres, gemessen an den Streaming-Zahlen                                                            |
| Mainstream Rock                | Airplay (Plays)                | 40           | Erfolgreichste Songs des Genres, gemessen daran, wie oft ein Lied auf einer Genre-spezifischen Radiostationen gespielt wurde |
| Adult Alternative Songs        | Airplay (Plays)                | 40           | Erfolgreichste Songs des Genres, gemessen daran, wie oft ein Lied auf einer Genre-spezifischen Radiostationen gespielt wurde |
| Hot Hard Rock Songs            | Airplay + Streaming + Verkäufe | 25           | Erfolgreichste Songs des Genres Hard-Rock, gemessen an allen Faktoren                                                        |
| Hard Rock Digital Song Sales   | Downloads                      | 25           | Erfolgreichste Songs des Genres, gemessen an den Download-Zahlen                                                             |
| Hard Rock Streaming Songs      | Streaming                      | 25           | Erfolgreichste Songs des Genres, gemessen an den Streaming-Zahlen                                                            |

### Jahres-, Jahrzehnt- und All-Time-Charts (Auswahl)
| Chartbezeichnung                                   | Anzahl Ränge | Beschreibung                                                                                                 |
| Billboard’s Top Songs of the ‘80s                  | 500          | Erfolgreichste Songs des Jahrzehnts, gemessen an ihren Chartleistungen                                       |
| Billboard’s Top Songs of the ‘90s                  | 500          | Erfolgreichste Songs des Jahrzehnts, gemessen an ihren Chartleistungen                                       |
| Decade End Billboard 200 Albums                    | 200          | Erfolgreichste Alben des Jahrzehnts, gemessen an ihren Chartleistungen                                       |
| Decade End Top 100 Artist                          | 100          | Erfolgreichste Musiker des Jahrzehnts, gemessen an ihren Chartleistungen                                     |
| Decade End Hot 100 Songs                           | 50           | Erfolgreichste Songs des Jahrzehnts, gemessen an ihren Chartleistungen                                       |
| Decade End [Genre] Albums                          | 50           | Erfolgreichste Alben des Jahrzehnts aufgeschlüsselt nach Genre, gemessen an ihren Chartleistungen            |
| Decade End [Genre] Artists                         | 50           | Erfolgreichste Musiker des Jahrzehnts aufgeschlüsselt nach Genre, gemessen an ihren Chartleistungen          |
| Decade End [Genre] Songs                           | 50           | Erfolgreichste Songs des Jahrzehnts aufgeschlüsselt nach Genre, gemessen an ihren Chartleistungen            |
| Greatest of All Time Billboard 200 Albums          | 200          | Erfolgreichste Alben aller Zeiten, gemessen an ihren Chartleistungen                                         |
| Greatest of All Time Billboard 200 Albums by Women | 100          | Erfolgreichste Alben weiblicher Musiker aller Zeiten, gemessen an ihren Chartleistungen in den Billboard 200 |
| Greatest of All Time Billboard 200 Artists         | 100          | Erfolgreichste Musiker aller Zeiten, gemessen an ihren Chartleistungen in den Billboard 200                  |
| Greatest of All Time Billboard 200 Women Artists   | 100          | Erfolgreichste Musikerinnen aller Zeiten, gemessen an ihren Chartleistungen in den Billboard 200             |
| Greatest of All Time Hot 100 Artists               | 100          | Erfolgreichste Musiker aller Zeiten, gemessen an ihren Chartleistungen in den Billboard Hot 100              |
| Greatest of All Time Hot 100 Women Artists         | 100          | Erfolgreichste Musikerinnen aller Zeiten, gemessen an ihren Chartleistungen in den Billboard Hot 100         |
| Greatest of All Time Hot 100 Songs                 | 100          | Erfolgreichste Songs aller Zeiten, gemessen an ihren Chartleistungen                                         |
| Greatest of All Time [Genre] Albums                | 100          | Erfolgreichste Alben aller Zeiten aufgeschlüsselt nach Genres, gemessen an ihren Chartleistungen             |
| Greatest of All Time [Genre] Artists               | 50 - 100     | Erfolgreichste Musiker aller Zeiten aufgeschlüsselt nach Genre, gemessen an ihren Chartleistungen            |
| Greatest of All Time [Genre] Songs                 | 50 - 200     | Erfolgreichste Songs aller Zeiten aufgeschlüsselt nach Genre, gemessen an ihren Chartleistungen              |
| Year End Hot 100 Songs                             | 100          | Erfolgreichste Songs des Jahres, gemessen an ihren Chartleistungen                                           |
| Year End Billboard 200 Albums                      | 200          | Erfolgreichste Alben des Jahres, gemessen an ihren Chartleistungen                                           |
| Year End Top 100 Artist                            | 100          | Erfolgreichste Musiker des Jahres, gemessen an ihren Chartleistungen                                         |
| Year End [Genre] Albums                            | 100          | Erfolgreichste Alben des Jahres aufgeschlüsselt nach Genre, gemessen an ihren Chartleistungen                |
| Year End [Genre] Artists                           | 50           | Erfolgreichste Musiker des Jahres aufgeschlüsselt nach Genre, gemessen an ihren Chartleistungen              |
| Year End [Genre] Labels                            | 10           | Erfolgreichste Labels des Jahres aufgeschlüsselt nach Genre, gemessen an ihren Chartleistungen               |
| Year End [Genre] Songs                             | 100          | Erfolgreichste Songs des Jahres aufgeschlüsselt nach Genre, gemessen an ihren Chartleistungen                |

### Sonstige Charts
| Chartbezeichnung | Anzahl Ränge | Beschreibung |
| Artist 100       | 100          | Erfolgreichste Musiker, gemessen an Chartplatzierungen und -wochen in ausgewählten Listen                                                                 |
| Emerging 50      | 50           | Erfolgreichste Musiker, die nie in die Top-25 der Single- oder Albumcharts eingestiegen sind und maximal einen Song in den Top-10 der Genre-Charts hatten |
| Social 50        | 50           | Aktivste Musiker, gemessen an ihren sozialen Netzwerken                                                                                                   |
| LyricFind        | 25           | Meist gefragteste Songs auf der Website LyricFind, kategorisiert in Global und US                                                                         |
| Next Big Sound   | 15           | Newcomer nach Auswertung des Unternehmens Next Big Sound                                                                                                  |

### Abgesetzte Charts
| Chartbezeichnung              | Absetzungsdatum         | Beschreibung |
| Comprehensive Music Video     | unbekannt               | Musik-DVDs, gemessen an physischen Verkäufen |
| Hot Videoclips                | unbekannt               | Erfolgreichste Musikvideos, gemessen an digitalen Verkäufen, und TV-Plays auf ausgewählten Sendern                                                          |
| Most Played in Juke Boxes     | 17. Juni 1957           | Erfolgreichste Songs in den USA, gemessen an Jukebox-Plays Kategorien: Pop, R&B & Country                                                                   |
| Most Played by Jockeys        | 28. Juli 1958           | Erfolgreichste Songs in den USA, gemessen an DJ-Plays Kategorien: Pop, R&B & Country                                                                        |
| Best Seller in Stores         | 13. Oktober 1958        | Tonträger, gemessen an der Bedeutung für den Handel Kategorien: Pop, R&B und Country & Western                                                              |
| Honor Roll of Hits            | 16. November 1963       | Beliebteste Songs, gemessen an Verkäufen, DJ-Plays und Umfragen                                                                                             |
| Top 40 Tracks                 | März 2005               | Erfolgreichste Songs der Genres Mainstream, Adult und Rhythmic, gemessen an der Menge der Zuhörer der Songs auf Genre-spezifischen Radiostationen           |
| Country Singles Sales         | 2005                    | Kommerzielle Country-Singles, gemessen an physischen Verkäufen                                                                                              |
| Pop 100                       | 13. Juni 2009           | Erfolgreichste Songs der Genres, gemessen an Verkäufen und daran, wie oft ein Lied auf einer Genre-spezifischen Radiostationen gespielt wurde               |
| Pop 100 Airplay               | 13. Juni 2009           | Erfolgreichste Songs der Genres, gemessen daran, wie oft ein Lied auf einer Genre-spezifischen Radiostationen gespielt wurde Hatte Einfluss auf die Pop 100 |
| Hot RingMasters               | Anfang der 2010er Jahre | Erfolgreichste Realtones, gemessen an Download-Zahlen |
| European Hot 100 Singles      | 11. Dezember 2010       | Erfolgreichste Songs in Europa, gemessen an physischen Verkäufen                                                                                            |
| Global Dance Tracks           | 29. Juni 2013           | Weltweit beliebteste Club-Songs, gemessen an wöchentlichen Umfragen                                                                                         |
| Hot Dance Singles Sales       | 2013                    | Erfolgreichste kommerzielle Dance-Songs, gemessen an Verkäufen und Downloads Auch Remixe von Songs anderer Genres werden berücksichtigt                     |
| Hot Ringtones                 | 29. November 2014       | Erfolgreichste polyphonen Klingeltöne, gemessen an Download-Zahlen                                                                                          |
| Euro Digital Tracks           | 29. November 2014       | Erfolgreichste Songs in Europa, gemessen an den Download-Zahlen                                                                                             |
| Philippine Hot 100            | 15. Januar 2018         | Erfolgreichste Songs der Philippinen, gemessen an allen Faktoren                                                                                            |
| Brasil Hot 100 Airplay        | 2019                    | Erfolgreichste Songs, gemessen an der Menge der Zuhörer der Songs                                                                                           |
| Dance/Electronic Album Sales  | Ende der 2010er Jahre   | Erfolgreichste Alben von Underground-Künstlern der elektronischen Tanzmusik, gemessen an physischen und digitalen Verkäufen                                 |
| Pop Digital Song Sales        | Januar 2020             | Erfolgreichste Songs des Genres, gemessen an den Download-Zahlen                                                                                            |
| Jazz Digital Song Sales       | Januar 2020             | Erfolgreichste Songs des Genres, gemessen an den Download-Zahlen                                                                                            |
| Classical Digital Song Sales  | Januar 2020             | Erfolgreichste Songs des Genres, gemessen an den Download-Zahlen                                                                                            |
| New Age Digital Song Sales    | Januar 2020             | Erfolgreichste Songs des Genres, gemessen an den Download-Zahlen                                                                                            |
| Blues Digital Song Sales      | Januar 2020             | Erfolgreichste Songs des Genres, gemessen an den Download-Zahlen                                                                                            |
| Reggae Digital Song Sales     | Januar 2020             | Erfolgreichste Songs des Genres, gemessen an den Download-Zahlen                                                                                            |
| Kid Digital Song Sales        | Januar 2020             | Erfolgreichste Songs des Genres, gemessen an den Download-Zahlen                                                                                            |
| Comedy Digital track Sales    | Januar 2020             | Erfolgreichste Songs des Genres, gemessen an den Download-Zahlen                                                                                            |
| Luxembourg Digital Song Sales | 2020                    | Erfolgreichste Songs in Luxemburg, gemessen an den Download-Zahlen                                                                                          |